# 藤原組
プロフェッショナルレスリング藤原組（プロフェッショナルレスリングふじわらぐみ）は、かつて存在した日本のプロレス団体。

## 歴史
1991年1月、選手会主体で再発足した第2次UWFであったが経営方式を巡って所属選手とフロントの対立が原因で解散。その中でも前田日明に距離を置いていた選手が中心に集まり、どこの派閥にも属していなかった藤原喜明が、その若手選手達を活かせてやりたいと新たなプロレス団体を設立することを発表。3月4日、後楽園ホールで旗揚げ戦を開催。また、UWFの象徴であったカール・ゴッチが最高顧問に就任。設立当初の団体名は新UWF藤原組（しんユー・ダブリュー・エフふじわらぐみ）と称した後、団体名をプロフェッショナルレスリング藤原組（プロフェッショナルレスリングふじわらぐみ）に改称。UWFでレフェリーとブッカーを担当していたミスター空中が藤原組のレフェリーとブッカーを担当することになり、UWF時代のアメリカでの招聘ルートは藤原組に引き継がれた。3月13日、藤原組のメインスポンサーであるメガネスーパーが設立したSWSとの業務提携を発表。
このSWSとの業務提携を受けて、藤原組とSWSの間で当初「1か月のうちに1週間をSWSが拘束して興行に参戦する」という予定が組まれたが、1991年4月1日に神戸大会で発生した鈴木みのる対アポロ菅原戦での不可解な試合放棄事件以降、SWSと藤原組の関係は事実上凍結してしまい、藤原組のSWSへの参戦は数回のみで終わっている。
1992年4月19日、東京体育館大会で船木誠勝対元ボクシング4階級王者のロベルト・デュランによる異種格闘技戦を実現させたことで話題を呼んだ。10月4日、東京ドーム大会を開催。11月、格闘技的な路線を志向する船木誠勝、鈴木みのるらと藤原の間で溝が深まる。12月、船木、鈴木、冨宅祐輔、高橋和生、柳澤龍志が退団してパンクラスの設立を発表。船木が後に語ったところでは秋頃に藤原から「来年はメガネスーパーが契約してくれないかもしれない」としてSWSとの合流を検討していることを告げられてしまい、鈴木を解雇するという話にまで発展して船木が反対したところに藤原が「もうダメだな」と事実上の解散を決めたという。
ほとんどの選手が離脱したため、所属選手が藤原と石川雄規だけになってしまう危機に見舞われるが、逆に2人だけという状況がファンの支持を受けて崩壊の危機を乗り越える。以降従来のUWFスタイルを薄めつつ純プロレスに接近する路線へ転換。メガネスーパーがメインスポンサーから降りるも、新人選手が次々とデビューして選手層も増え苦しいながらも団体を存続させていた。
1993年6月1日、後楽園ホールで脳腫瘍のため死去（1992年6月18日）した空中の追悼興行「TRY AGAIN〜ミスター空中追悼興行〜」が開催された。
1995年、スポンサーが一部の所属選手を除き大幅なリストラを提言したことで、それに反発した藤原を除く所属選手全員が退団することを発表。11月19日、横浜文化体育館大会を最後に藤原を除く所属選手全員が退団。12月、石川らが格闘探偵団バトラーツの設立を発表。
現在はプロレス団体としては機能しておらず藤原の個人事務所「藤原組（ふじわらぐみ）」になっている。

## 所属選手
- 藤原喜明

## 歴代所属選手
- 船木誠勝
- 鈴木みのる
- 冨宅祐輔（現：冨宅飛駈）
- 高橋和生（現：高橋義生）
- 柳澤龍志
- 石川雄規
- 田中みのる（現：田中稔）
- 船木勝一（現：FUNAKI）
- 臼田勝美
- 池田大輔
- 小野武志
- 小坪弘良
- 米山サトシ（現：モハメド・ヨネ）
- アレクサンダー大塚

## 歴代スタッフ
- ミスター空中（レフェリー、ブッカー）
- 島田裕二（レフェリー）
- 川崎浩市（メガネスーパーワールドスポーツ）（エージェント）

## 来日外国人選手
- ウェイン・シャムロック
- カール・グレコ
- グラン・ジェイコブス
- ジョー・マレンコ
- デュセル・バット
- ドン・中矢・ニールセン
- ロベルト・デュラン